# Иван Грубишић
Др Иван Грубишић (Дицмо , данашња Сплитско-далматинска жупанија, 20. јун 1936, - Сплит, 19. март 2017) је био хрватски политичар, пензионисани социолог и католички презвитер.

## Биографија
Матурирао је 1956. године у Бискупској класичној гимназији у Сплиту. Дипломирао је 1962. године на Католичком богословном факултету у Загребу, а 1982. на Филозофском факултету у Задру, социологију и филозофију. Докторирао је 1995. на Универзитету у Загребу, с темом Религиозно понашање католика у Далмацији средином 80-их и вредновање тога понашања.
Предавао је на Катехетском институту Католичкога богословног факултета у Загребу, на Теолошко-катехетском институту у Сплиту и на Хрватским студијима. Иако је у пензији, предаје на Поморском и Филозофском факултету у Сплиту.
Иницијатор је и један од утемељитеља Хрватског академског удружења Сплит - „Човек надасве“. Покретач је и водитељ трибина Савремено друштво и духовност те Наука и друштво. Аутор је 12 књига и уредник четири зборника. Покретач је и одговорни уредник часописа Дијалог.
Добитник је Државне награде за промоцију и популаризацију науке, Годишње награде Града Сплита, Награде „Велимир Терзић“ за промоцију демократије у Хрватској, те Награде Слободне Далмације за животно дело. Хрватски председник Стјепан Месић га је одликовао Редом Данице хрватске с ликом Марка Марулића, за посебне заслуге у култури, 2007. године.
На парламентарним изборима 2011. године изабран је за посланика у Хрватском сабору, као независни кандидат на сопственој листи.